# Jean-Dominique Rey
Pour les articles homonymes, voir Rey.
Ne doit pas être confondu avec Dominique Rey.
Jean-Dominique Rey est un poète, nouvelliste et critique d'art français, né le 29 mars 1926 à Paris et mort le 22 mai 2016 à Nogent-le-Rotrou.

## Biographie
Jean-Dominique Rey est le quatrième enfant d’une famille nombreuse d’origine alsacienne du côté paternel et picarde du côté maternel. Son père est architecte, sa mère est la petite-fille du peintre, ingénieur, collectionneur et mécène Henri Rouart. Il est passionné par la peinture et les livres dès l’enfance. À l'âge de deux ans et demi, une grave pleurésie modifie son parcours et fait de lui un enfant fragile, ultrasensible et inquiet. Entre sept et huit ans, il séjourne un an dans les Pyrénées-Orientales, découvrant la nature, la neige et la montagne.
Après avoir dessiné pendant toute son enfance, à treize ans, au début de la guerre, il découvre la poésie, commence à la pratiquer, ainsi que l’écriture. Il lit de Nerval, Rimbaud, Mallarmé, Rilke, Apollinaire, Milosz et surtout Valéry dont l’œuvre le marque durablement et dont il suit les cours au Collège de France de 1941 à 1945. Il fréquente de nombreux écrivains (Claudel, Fargue) et devient ami avec le peintre G. Giboudeau, ainsi que Monique Laporte-Malaurie avec qui il correspond.
Il rencontre début 1945 Alain Jouffroy, auquel il fait lire André Breton et qui le lui fait rencontrer le surréaliste, avant que l’exclusion de Matta ne les éloigne du groupe. Peinture et poésie surréaliste dominent les années 1947-50, il rencontre Béatrice de la Sablière, se lie d’amitié avec Victor Brauner, Alexandrian, Matta, Claude Tarnaud, Rodanski.
Il fait un bref passage à l’École des Beaux Arts, section Architecture où il rencontre Stan Lelio, sculpteur. Il assiste à de nombreux concerts. Passionné de cinéma, Jean-Dominique Rey fréquente assidûment la Cinémathèque (avenue de Messine) et les Ciné-clubs, et esquisse quelques scénarios.
Il effectue son service militaire en Autriche, dans le Vorarlberg et à Vienne où il fréquente l’Opéra. Au retour (fin 1948), il rencontre Paul Celan qu’il voit chaque semaine et chez lequel il se lie avec Nani et Klaus Demus qui lui font lire H. Broch, Musil et Hofmannsthal. Il suit en autodidacte les conférences du Collège Philosophique, celles de Philippe Lavastine, s’intéresse à l’Ethnologie (cours de Marcel Griaule, Claude Lévi-Strauss), à l’archéologie (cours de Paul Mus), lit G. Bataille plutôt que Sartre.
Un voyage en Italie et en Sicile (1949) inspire son premier livre, cosmographie imaginaire que Bachelard apprécie et que Paulhan refuse. Il entreprend un vaste essai sur la modernité, inachevé. Fin 52, il renonce à tout écrit littéraire et devient chargé de recherches au Centre International d’Art Roman. Il lit René Guénon, apprend l’hébreu puis le sanskrit, lit Maître Eckhart, la Bhagavad-Gita, Shankara, Milarepa. Il se marie, fin 1953, avec Christiane Meurisse, qui, chez Kodak travaille au département de photo professionnelle, à la division Rayons X, rédactrice en chef de Radiographie et photographie médicales, de L’Amateur Photo puis, licenciée ès-Lettres en Sciences Humaines, avant de devenir apicultrice. Ils ont deux enfants.
Rey publie en 1954/55, trois textes monographiques sur Fra Angelico, Giotto, Rembrandt et, grâce à Charles Orengo, entre aux éditions Plon, se familiarise avec les techniques de l’édition, et est chargé de l’iconographie et de la rédaction de textes entre 1955 et 1961. Il rencontre Cioran, Armel Guerne, Claude Lévi-Strauss, Michel Foucault et publie ses premiers articles dans Critique, dirigé alors par Éric Weil, revue à laquelle il collabore jusqu’en 1961.
Après un bref passage dans le journalisme, il entre en 1962 aux Éditions Mazenod où il s’occupe jusqu’en 1991 de l’iconographie, du choix des auteurs (Papaioannou, Durliat, Kerchache) et des contacts avec la presse. Parallèlement, entre 1961 et 1969, il assume la chronique des expositions au Jardin des Arts, collabore à de nombreuses revues, préface des expositions qu’il organise au Guatemala, en Égypte, Jordanie, pour l’A.F.A.A.. Il fait partie de jurys internationaux (Biennale de Sao Paulo, Alexandrie, Barcelone).
À dater de 1962, il renoue avec la littérature, collabore aux Nouvelles Littéraires, participe à des émissions sur France Culture (Gauguin par lui-même). Il publie en 1969 Pour l’impressionnisme, Monet, Nymphéas (1982), Berthe Morisot (1984). Il rencontre Henri Michaux qui lui accorde un long entretien ; séjourne à trois reprises en Argentine où il écrit une monographie de Guillermo Roux (1984), rencontre J.L. Borges et prononce deux conférences (sur le rapport photo/peinture et le renouveau du dessin (Sam Szafran, Horst Janssen). Il se lie ensuite d’amitié avec Albert Bitran qui illustre plusieurs de ses livres.
Son premier recueil de poèmes, Traverses du vent, est publié en 1992, dans la collection dirigée par Hubert Haddad, suivi en 2000 d’Iles insurgées et en 2013, d’Alluvions. De ces mêmes années[Quoi ?], trois recueils de nouvelles : L’Herbe sous les pavés (1978), Le Portrait sans ombre (1994) et Final de Don Juan (1999) et, en 2000, un roman : L’Amour s’arrête à Stendal.
Il entreprend une vaste suite romanesque : Wander Musik, inédite à ce jour, et saisit l’ensemble de ses Carnets (1965-2015) sous le titre : Un Rêveur lucide. Entre 1995 et 2002, il est rédacteur en chef de la revue de poésie et de littérature Supérieur inconnu, fondée par Alexandrian.
Commissaire de l’exposition consacrée à son ancêtre Henri Rouart (Musée Marmottan, 2012), il en rédige le catalogue, et publie la monographie (2014).
Quelques-uns de ses articles, préfaces, poèmes ou livres sont traduits dans dix-huit langues. Il collabore à une quarantaine de revues françaises ou étrangères, réalise des livres de bibliophilie (avec Camille Bryen, G. Roux, A. Bitran, Wifredo Lam et plusieurs jeunes artistes) et publie une vingtaine d’ouvrages.

## Œuvres
- Pour l’Impressionnisme, Berger-Levrault, Paris, 1969. Trad. portugaise, Lisbonne, Rio, 1974.
- Monet, Nymphéas, Hazan, Paris, 1972. Trad. anglaise, New-York, 1974. rééd. Flammarion, 2008, trad. anglaise et allemande, 2008.
- Un Hamlet de l’humour, introduction à « L’imitation de Notre-dame la lune » de Jules Laforgue, avec sept eaux-fortes de Camille Bryen, J.P. Olivier, Paris, 1974.
- Guitarristas, poème pour sept eaux-fortes de Guillermo Roux, Buenos-Aires, 1979.
- L’Herbe sous les pavés, nouvelles, gravures de W. Lam. Paris-Milan, 1982.
- Berthe Morisot, Flammarion, Paris, 1982. Réed. 1989. Trad. anglaise Bonfini Press, 1982. Rééd. : Berthe Morisot, la belle peintre, Flammarion, 2002 et 2008
- Kimura, édit. Takahashi, Tokyo, 1983.Traduction japonaise de K. Inoué.
- Guillermo Roux, version anglaise, Rizzoli, New-York, 1984. Prologue de Jorge-Luis Borges.
- Fleuve, poème, lithographie d’A. Bitran, Paris, 1986.
- Traverses du vent, poèmes, Dumerchez, 1992. aquatinte d'A. Bitran, Trad. croate Ed. Matana, Zagreb, 2001. Trad. espagnole (Colombie) de Myriam Montoya, Bello, 2012
- Henri Michaux, Dumerchez, 1994. Nouvelle édition à L’Atelier des Brisants, 2001. Rééd. Pagina d’Arte, 2013
- Le Portrait sans ombre, nouvelles, Littera, 1996.
- Lever l’encre, eau-forte d’A. Bitran, S.A.I.G., 1998.
- Final de Don Juan, nouvelles, Ed. de l’Acanthe, Namur, 1999.
- L’amour s’arrête à Stendal, roman, Fayard, 2000.
- Iles insurgées, poèmes, Dumerchez, 2001, aquatinte d'Albert Bitran.
- Sept chansons nomades, aquarelles de M. Orsini, éd. franco-chinoise : Ed. Signum, 2003.
- Jean Hélion, entretien, coll. “Rencontre”, L’Atelier des Brisants, 2004.
- Mémoires des Autres, 1. Ecrivains et rebelles (Valéry, Breton, Celan, Malraux), 2005, 2. Les Ateliers du demi-siècle (Max Ernst, Matta, Brauner, Masson Music). L’Atelier des Brisants, 2006.
- Verticale caraïbe, quatre eaux-fortes de Wifredo Lam, Upiglio, Milan, 2011.
- Alluvions, poèmes, Dumerchez, couverture de Claire Illouz, 2013.
- Henri Rouart, peintre, collectionneur, ingénieur, L’Echoppe, 2014.
- Cinq chansons, poèmes, dessins de Axelle du Rouret, éd. Transignium 2016

## Écrits sur l'art
- "L'atelier du Saint-Gothard", préface du catalogue d'exposition Sergio de Castro: Les Ateliers (1959-1968), Paris, Galerie des Ambassades, 1989.